# 観栖寺
観栖寺（かんせいじ）は、東京都八王子市にある曹洞宗の寺院。

## 歴史
創建年代は不明である。ただ1468年（応仁2年）に当寺の由来となる草庵が既に存在していたとの記録がある。
開山したのは、大年法椿とも天叟順孝とも天永琳達ともしており諸説入り乱れている。開山年代も室町時代中期から江戸時代初期と幅が大きい。
1650年（慶安3年）、江戸幕府第3代将軍徳川家光より寺領8石1斗を賜った。そして葵紋を寺紋として用いることを許されている。
1945年（昭和20年）の八王子空襲では消火活動の甲斐あって大事には至らなかったが、1993年（平成5年）の火災で本堂は焼失してしまった。現在の本堂はその後に再建したものである。
当寺が所在する西寺方町は、かつては東京府南多摩郡恩方村であった。恩方村出身の著名な人物として中村雨紅がいる。雨紅は童謡「夕焼小焼」の作詞者でもある。その一節の「山のお寺の鐘」について、雨紅はどの寺の鐘かは明言していないが、当寺の鐘の可能性がある。その時の鐘は戦時中に供出してしまったので、1967年（昭和42年）に再鋳され「夕焼けの鐘」と命名された。

## 交通アクセス
- 路線バスタウン入口停留所より徒歩10分。